# Fovu Baham
Maillots
Actualités
Le Fovu Club de Baham est un club camerounais de football basé à Baham (Hauts-Plateaux).
Le président actuel du club est Dieudonné Kamdem.

## Histoire du club
La localité de Baham, abrite en 1963, le Pégase de Baham, puis en 1966 l'Union de Baham, le Fovu Club de Baham est fondé le 17 novembre 1978. Il accède à la première division le 24 novembre 1993 à Maroua. Il est champion du Cameroun pour la saison 1999-2000.
Le club tire son nom des fameuses grottes de Fovu à Baham.
En 2013, Fovu fait partie des 14 équipes camerounaises de première division, et participe à la 53e édition du Championnat du Cameroun de football 2013, la MTN Elite 1.
Le club est relégué à l'issue de la saison Elite One 2023-2024 et évolue en Elite Two du Cameroun pour la saison 2024-2025.

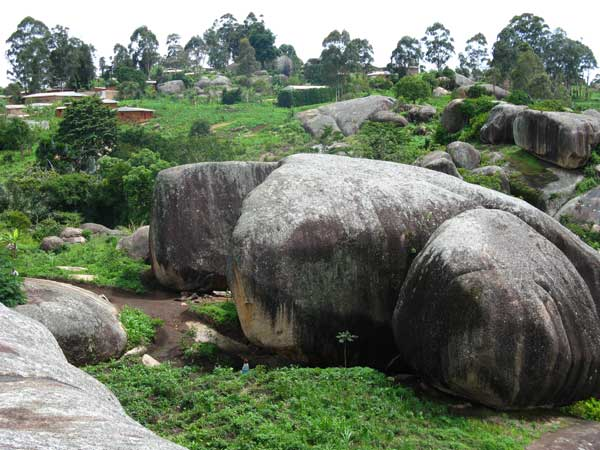
Cave Fovu, Baham

## Palmarès
- Coupe UNIFFAC des clubs
  - Finaliste : 2006

- Championnat du Cameroun
  - Champion : 2000

- Coupe du Cameroun
  - Vainqueur : 2001, 2010 et 2023
  - Finaliste : 2006

- Supercoupe du Cameroun
  - Vainqueur : 2001
  - Vainqueur : 2000

## Bilan des saisons
Le club évolue dans le Championnat du Cameroun de football, Elite 1 depuis 2018. (V : Vainqueur) (R : Relégué)
| Saison    | Division | Rang   | Coupe |
| --------- | -------- | ------ | ----- |
| 2023-2024 | Elite 1  | R      | 1/8   |
| 2022-2023 | Elite 1  | 7      | V     |
| 2021-2022 | Elite 1  | 11     |       |
| 2020-2021 | Elite 1  | 4      |       |
| 2019-2020 | Elite 1  | 7      |       |
| 2018-2019 | Elite 1  | 13 / 1 |       |
| 2018      | Elite 1  | 5      |       |
| 2017      | Elite 2  | 3      |       |
| 2016      | Elite 2  | 5      |       |
| 2015      | Elite 1  | 15     |       |
| 2014      | Elite 1  | 9      |       |
| 2013      | Elite 1  | 6      |       |